# Mark E. Dean
Mark E. Dean (*  2. März 1957 in Jefferson City, Tennessee) ist ein US-amerikanischer Elektroingenieur, der bei IBM das Team leitete, das den ISA Bus entwickelte.
Deans Großvater war Leiter einer High School und sein Vater Aufseher im Tennessee Valley Authority Staudamm. Er fiel früh durch technische Begabung auf und baute als Schüler seine ersten Radioapparate und Computer. Dean studierte Elektrotechnik an der University of Tennessee (Bachelor-Abschluss 1979 mit Bestnoten), wo er auch als Sportler erfolgreich war, und an der Florida Atlantic University (Master-Abschluss 1982). 1992 wurde er an der Stanford University promoviert. Ab 1980 war er bei IBM, wo er bald darauf mit seinem Kollegen Dennis Moeller den ISA-Bus entwickelte, der zentral für die Entwicklung des IBM-PC war. Er hielt auch drei der neun zentralen Patente für den IBM-PC. Er war danach an der Entwicklung der Nachfolgemodelle Personal System/2 und am Color Graphics Adapter beteiligt.
Ab 1997 war er  Leiter des IBM Forschungslabors in Austin und Direktor für Advanced Technology Development der IBM Enterprise Server Group (die die RS/6000-Serie entwickelte). Am Forschungslabor in Austin leitete er die Entwicklung des ersten Gigahertz-Prozessors. Das Überschreiten der GHz-Marke wurde im Februar 1998 bekanntgegeben. Der Chip war in CMOS-Technologie hergestellt und enthielt mit rund 1 Million eine im Vergleich zu damaligen Pentium-Chips von Intel oder Power-Chips von IBM relativ geringe Zahl von Transistoren. Der Prozessor war experimenteller Natur und sollte die Machbarkeit von 1 GHz Chips demonstrieren.
Später wurde er Vice President for System Research am Thomas J. Watson Research Center, Vizepräsident der IBM Storage Technology Group, Vizepräsident für Hardware und Systems Architecture der System and Technology Group (STG) von IBM in Tucson und Vizepräsident des IBM Almaden Research Center in San José. Zurzeit ist er CTO für IBM Middle East and Africa.
1995 wurde er als erster Afroamerikaner IBM Fellow. 1997 wurde er mit Moeller in die National Inventors Hall of Fame aufgenommen. 2001 wurde er Mitglied der National Academy of Engineering, 2004 der American Academy of Arts and Sciences.